# Лишні (рід)
Лишні — два козацько-старшинські, згодом — дворянські роди, імовірно, різного походження. Один з них веде початок від Діонісія Івановича (р. н. невід. — п. бл. 1722), військового товариша Гадяцького полку (1720). Його нащадки посідали уряди сотенної старшини Зіньківської сотні. Цей рід внесений до 2-ї та 3-ї частин Родовідної книги Полтавської губернії.
Другий рід – більш відомий (спочатку його представники називалися Лишнями, згодом частина з них іменували себе Лишнями-Дудицькими, у 2-й пол. 19 ст. прізвище трансформувалося в Лишини) – походить від Йосипа Федоровича (2-га пол. 17 ст.). Його онук – Тимофій Васильович – був мглинським городовим отаманом (1727–28), правнук – Андрій Тимофійович (1713 – до 1775) – займав посади нач. Архіву Генеральної військової канцелярії (1740–42), бунчукового товариша (1748). До цієї гілки належав Петро Федорович (р. н. невід. – п. 1766), він посідав уряди стародубського полкового осавула (1757–63) та полкового судді (1764–66). Стародубським полковим осавулом 1780–95 був Михайло Федорович (р. н. невід. – п. після 1795). Ін. представники роду обіймали посади значкових товаришів, військових і бунчукових товаришів.
Серед них також військові діячі Російської імперії: Петро Степанович (н. 1792 – п. після 1849), генерал-майор (1837), учасник російсько-турецької війни 1806–1812, Війни 1812 та російсько-перської війни 1826–1828; Микола Федорович (н. 1791 – п. після 1835) – генерал-майор, командир Санкт-Петерб. артилер. гарнізону (1830-ті рр.); Андрій Федорович (1801–74) – генерал-лейтенант (1866), директор Будівельного училища в Санкт-Петербурзі (1849–74), автор спогадів про М.Лермонтова; Григорій Миколайович (1817–98) – генерал від артилерії; Костянтин Андрійович (1832 – р. с. невід.) – генерал-лейтенант (1882), люблінський губернатор (1875–80); Олександр Андрійович (1834–1909) – генерал-майор, автор видання "Акты, относящиеся к истории Войска Донского" (Новочеркаськ, 1891–1894, в 3-х т.); Іван Андрійович (1835–1892) – генерал-майор у відставці (1888), учасник Севастопольської оборони 1854–1855, винахідник військово-похідної кухні, відомий самарський земський діяч; Микола Петрович (1839 – р. с. невід.) – генерал-лейтенант (1869), прикомандирований при Військовому міністерстві (1899); Микола Григорович (1856–1923) – капітан 1-го рангу (1902), командир броненосця "Генерал-адмірал Апраксін", учасник Цусимської морської битви 1905 та Білого руху на Півдні Росії; Володимир Григорович (1857 – після 1918) – генерал-майор (1912), інспектор класів Єлизаветградського кавалерійського училища (1906–17).
З роду Л. походять також: Костянтин Миколайович (1851–1906) – дипломат, ген. консул в Адріанополі (кін. 1880-х – поч. 1890-х рр.; нині м. Едірне, Туреччина) та Бейруті (1890-ті рр.; нині столиця Лівану), міністр-резидент в Абіссінії (1902–1906; нині Ефіопія), член Рос. археол. т-ва та нумізмат; Андрій Андрійович (1836–98) – інженер шляхів сполучення, дійсний статський радник, письменник; Михайло Андрійович (бл. 1840 – р. с. невід.) – таємний радник, гол. інженер Новорос. комерційного порту (1899); Григорій Андрійович (1854–88) – композитор, піаніст, диригент, поет і муз. критик, автор багатьох популярних романів та опер, популяризатор мелодекламації; Віктор Дмитрович (1852–1906) – камергер, статський радник, гродненський віце-губернатор (1899–1905).
Рід внесений до 6-ї частини Родовідної книги Черніг. губ., а герб – до 13-ї частини "Общего гербовника дворянских родов Всероссийской империи".